# Жан II д’Авен
Жан II д'Авен (на френски: Jean II d’Avesnes, на немски: Johann von Avesnes, на нидерландски: Jan II van Avesnes; * ок. 1248, † 22 август 1304, Валансиен) от Дом Авен е като Жан/Йохан I граф на Хенегау/Ено (1280 – 1304) и като Жан/Йохан II граф на Холандия и Зеландия (1299 – 1304).

## Произход
Той е най-възрастният син на граф Йохан I д'Авен-Хенегау (1218 – 1257) и на Аделхайд Холандска, дъщеря на граф граф Флоренс IV. Неговата баба е Маргарета II Константинополска, графиня на Фландрия и Хенегау. Той е на девет години, когато баща му умира.

## Биография
Йохан II се жени ок. 1270 г. за Филипа Люксембургска (1250 – 1311), дъщеря на Хайнрих V Русия (1216 – 1281), граф на Люксембург, и Маргарета от Бар (1220 – 1275). Те имат децата:
- Йохан (1275 – 1302 убит), граф фон Остервант
- Мария (+ 28.8.1354), омъжена 1310 за Луи I Бурбон херцог на Бурбон (1279 – 22./29.1.1342)
- Маргарета (+ 18.10.1342), омъжена 1298 3. Роберт II граф на Артоа (1250 – 11.7.1302)
- Изабела (+ 1305), омъжена 1296 Рудолф II от Клермон сеньор дьо Несле (-11.7.1302)
- Хайнрих (+ 1303), домхер в Лиеж
- Аликс (+ 1317), омъжена 1290 Рогер III Бигод граф на Норфолк (+ 1306)
- Матилда, абатеса в Нивел
- Йохана, монахиня във Фонтанел
- Вилхелм III (V) (1286 – 1337), от 1304 г. граф на Хенегау и граф на Холандия и Зеландия
- Йохан (ок. 1288 – 11.3.1356), Seigneur de Beaumont

Незакони:
- Аделхайд, омъжена за Вилхелм II граф на Борселен (+ ок. 1316)